# Luis Hierro Gambardella
Luis Hierro Gambardella (Treinta y Tres, 1915- Montevideo, 1991), escritor y político uruguayo, perteneciente al  Partido Colorado.

## Biografía
Nació en Treinta y Tres el 1º de septiembre de 1915. Su padre Luis Hierro Rivera había sido diputado por el mismo departamento.
Fue diputado en tres períodos, entre 1955 y 1967. En ese lapso ocupó en dos oportunidades la Presidencia de la Cámara de Representantes, en 1958-1959 y en 1964-1965. 
Posteriormente, en 1967 asumió como senador. Asimismo, fue Ministro de Cultura durante breve tiempo en 1967. Es reelecto al Senado en 1971, ocupando el cargo hasta el golpe militar de 1973. La víspera del mismo, en la acalorada última sesión del Senado, pronunció un breve pero encendido discurso que terminaba así: También le decimos a quien quiera ser tirano que sobre su sombra ignominiosa estarán siempre la sangre y la luz de Baltasar Brum, nuestra lucha, nuestro combate y la misión de defender las libertades con nuestra vida, con nuestra sangre y con nuestra muerte si fuera necesario.
Tras la restauración de la democracia, en 1984 fue elegido nuevamente senador. En julio de 1985 renunció a su banca para asumir como Embajador del Uruguay en España, cargo en el que permaneció hasta 1990. 
Hierro Gambardella, que fue también poeta, fue el padre del también político y Vicepresidente de la República Luis Hierro López.
Falleció en Montevideo el 17 de julio de 1991.